# Буката (Болгария)
Буката (болг. Буката) — село в Болгарии. Находится в Смолянской области, входит в общину Смолян. Население на 15 сентября 2008 года составляет 74 человека. Буката расположена на реке Арда в Родопах.
Площадь территории относящейся к селу — 7,63 км².

## Политическая ситуация
Буката подчиняется непосредственно общине и не имеет своего кмета.
Кмет (мэр) общины Смолян — Николай Тодоров Мелемов (Граждане за европейское развитие Болгарии (ГЕРБ)) по результатам выборов 2011 года, прежде кметом была Дора Илиева Янкова (Болгарская социалистическая партия (БСП)) по результатам выборов 2007 года в правление общины.